# Adil Osmanov
Adil Osmanov (2 de julho de 2000) é um judoca moldavo. Foi medalhista de bronze nos Jogos Olímpicos de Verão de 2024 em Paris.